# NGC 1131
NGC 1131 is een elliptisch sterrenstelsel in het sterrenbeeld Perseus. Het hemelobject werd op 8 december 1855 ontdekt door de Ierse astronoom William Parsons.

## Synoniemen
- PGC 10964
- MCG 7-7-5
- ZWG 539.125
- ZWG 540.7
- 5ZW 286